# آنا کندریک
آنا کندریک (به انگلیسی: Anna Kendrick) (زاده ۹ اوت ۱۹۸۵) هنرپیشه و خواننده آمریکایی است. او حرفه خود را از کودکی در تئاتر شروع کرد. اولین نقش اصلی او در سال ۱۹۹۸ در تئاتر برادوی در نمایش موزیکال High Society بود که برای او نامزدی در بهترین بازیگر زن تئاتر موزیکال در جوایز تونی را به همراه داشت. او بازیگری در فیلم را با Camp آغاز کرد و با بازی در مجموعه‌فیلم گرگ‌ومیش و مجموعه‌فیلم آوازخوان حرفه‌ای شناخته شد. او با بازی در کمدی-درام بالا در آسمان(Up In The Air) محبوبیت بیشتری کسب کرد، به طوری که نامزدی در جایزه اسکار بهترین بازیگر نقش مکمل زن را به‌دست‌آورد.
از کندریک همچنین به خاطر بازی در فیلم‌هایی مانند اکشن-کمدی اسکات پیلگریم در برابر دنیا، کمدی-درام ۵۰/۵۰، جنایی-درام آخرین گشت، موزیکال-فانتزی به سوی جنگل، درام کیک، کمدی مایک و دیو همراه عروسی می‌خواهند، انیمیشن-کمدی ترول‌ها، کمدی-سیاه یک لطف ساده، فانتزی-کمدی نوئل و انیمیشن-کمدی تور جهانی ترول‌ها نیز یاد می‌شود. او همچنین موسیقی متن برخی از فیلم‌هایش را خوانده و خاطراتش را در قالب کتاب و کتاب صوتی Scrappy Little Nobody در سال ۲۰۱۶ منتشر کرد.

## اوایل زندگی
کندریک در نهم اوت سال ۱۹۸۵ در شهر پورتلند، در ایالت مین زاده شد. او فرزند یک حسابدار به نام جنیس(Janice née Cooke) و یک معلم تاریخ به نام ویلیام(William Kendrick) است. پدرش در زمینه مالی نیز فعالیت داشته. اصالت او انگلیسی، ایرلندی، اسکاتلندی است. کندریک یک برادر بزرگتر دارد که او در فیلم درام Looking for an Echo بازی کرده‌است. کندریک از مدرسه Deering High School فارغ‌التحصیل شده‌است.

## فعالیت‌های هنری

### ۲۰۰۷–۱۹۹۸: ابتدای حرفه، تئاتر، آغاز بازی در فیلم
کندریک حرفه بازیگری را از کودکی با دادن تست‌های بازیگری برای تئاتر در نیویورک آغاز کرد. وقتی دوازده سال داشت، نقش مکمل را در سال ۱۹۹۸ در برادوی در تئاتر موزیکال High Society به دست آورد. نمایش جذاب او برایش جایزه جهانی تئاتر و همچنین نامزدی برای بازیگر برجسته زن در تئاتر موزیکال در Drama Desk Award و جوایز تونی را به همراه داشت. وی در سال ۲۰۰۳ در New York City Opera در تئاتری موزیکال به کارگردانی استیون سوندهایم با نام A Little Night Music بازی کرد.
اولین فیلم او موزیکال 'Camp' است. بازی او برای نقش Fritzi Wagner نامزدی در Independent Spirit Awards به عنوان بهترین اولین اجرا(Best Debut Performance) به ارمغان آورد. در سال ۲۰۰۷ او نقش یک دبیرستانی مناظره کننده و جاه‌طلب را در Rocket Science بازی کرد و بار دیگر نامزد Independent Spirit Awards شد.

### ۲۰۱۱–۲۰۰۸: مجموعه‌فیلم گرگ‌ومیش و بالا در آسمان

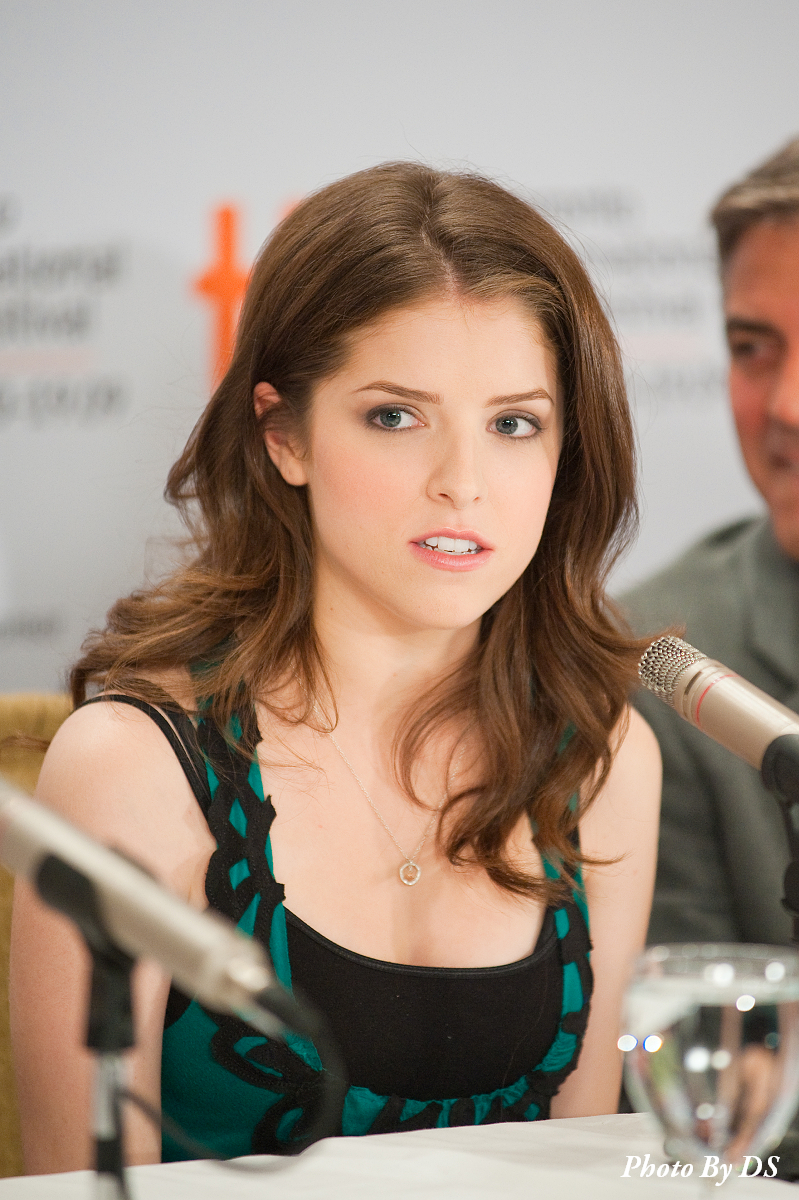
کندریک در فستیوال فیلم کانادا در سال ۲۰۰۹

کندریک در سال ۲۰۰۸ با بازی در فیلم مجموعه‌فیلم گرگ‌ومیش بر اساس رمانی به قلم استفانی میر با همین نام به شهرت رسید. کندریک نفش جسیکا استنلی، دوست قهرمان داستان بلا سوان را بر عهده داشت. وی در کمدی تجربه مارک پیز نقش آفرینی کرد و نقش اول را در جنایی-دلهره‌آور Elsewhere به عهده داشت؛ و در فیلم دیگری از مجموعه‌فیلم گرگ‌ومیش یعنی گرگ‌ومیش: ماه نو نقش جسیکا استنلی را بازی کرد.
او سپس در در فیلم بالا در آسمان به کارگردانی جیسون رایتمن و در کنار جورج کلونی بازی کرد. اجرای او در نقش فردی بلند پرواز و تازه فارغ‌التحصیل شده از دانشکده را بر عهده داشت و بازی او توسط منتقدان ستایش شده بود به طوریکه گفتند «بامزه و گیرنده» و اضافه کردند «او در هر صحنه ای که از فیلم بود، آن را به دست می‌گرفت». کندریک برای این نقش نامزد جوایزی برای بهترین بازیگر مکمل زن شد و از برجسته‌ترین آنها می‌توان به نامزدی در جوایز اسکار، جوایز گلدن گلوب، جایزه انجمن بازیگران فیلم و جوایز بفتا اشاره کرد.
در ۲۰۱۰، کندریک بار دیگر نقش جسیکا استنلی را در سومین فیلم از مجموعه‌فیلم گرگ‌ومیش با نام خسوف بازی کرد. در انتهای همان سال او در فیلم اسکات پیلگریم در برابر دنیا نقش خواهر شخصیت اصلی فیلم را داشت، این فیلم در باکس آفیس موفق نبود ولی در گذر زمان به عنوان کالت کلاسیک ظهور کرد. در سال ۲۰۱۱ او در فیلم کمدی-درام ۵۰/۵۰ که مورد تحسین منتقدان قرار گرفت نقش‌آفرینی کرد، او نقش روان‌شناس بی‌تجربه برای بیمار سرطانی که نقش آن را جوزف گوردون لویت بر عهده داشت، ایفا کرد. انتهای آن سال نیز برای آخرین بار نقش جسیکا استنلی در چهارمین از پنج فیلم از مجموعه‌فیلم گرگ‌ومیش با نام سپیده‌دم - قسمت اول ایفا کرد.
او از سال ۲۰۱۰ به عضویت آکادمی علوم و هنرهای سینما در شاخه بازیگران درآمد.

### ۲۰۱۵–۲۰۱۲: آوازخوان حرفه‌ای و به سوی جنگل

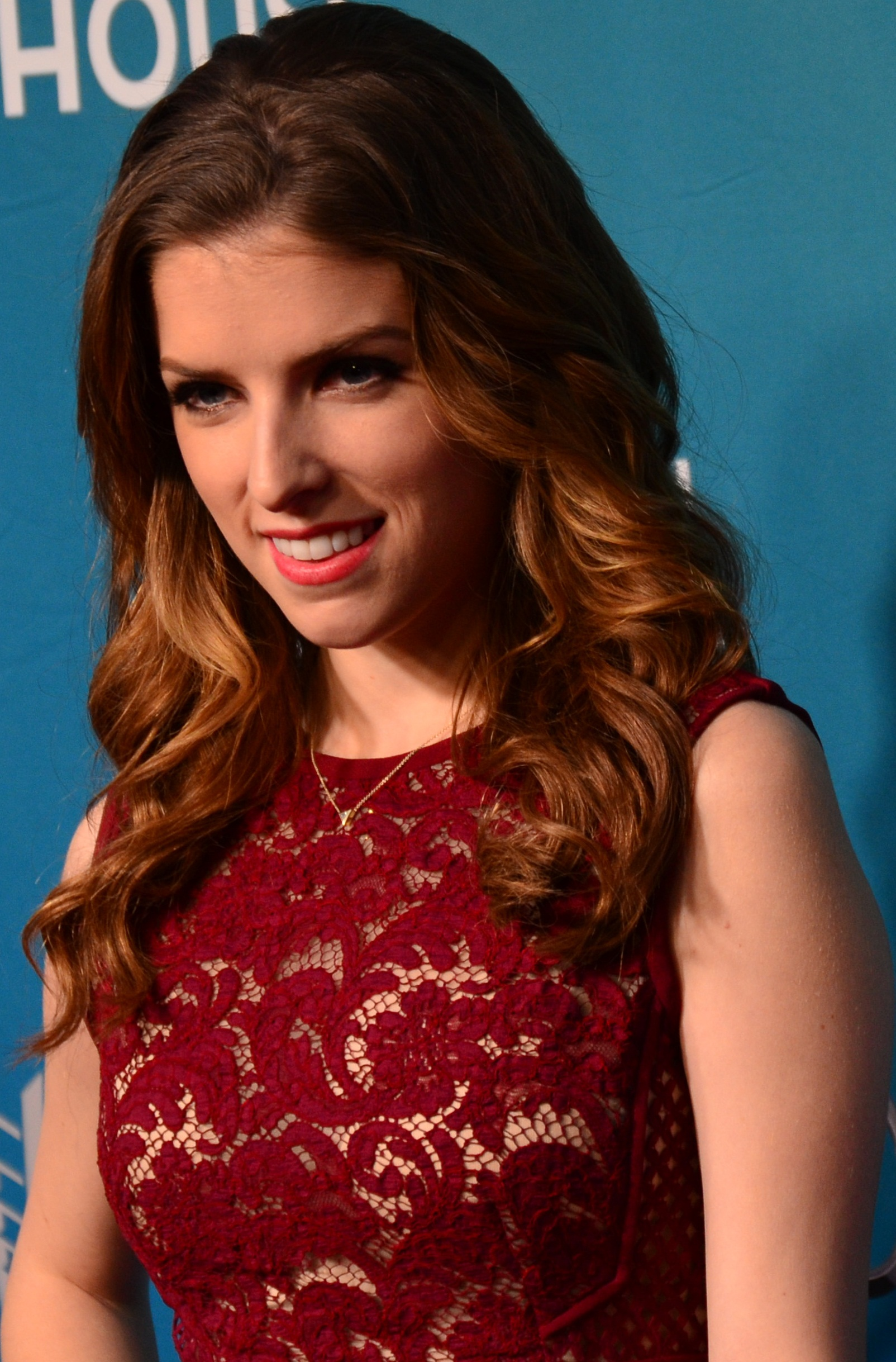
کندریک در Geffen's Fundraiser در سال ۲۰۱۴

در ۲۰۱۲، کندریک در فیلم وقتی حامله هستی باید منتظر چه چیزی باشی نقش آفرینی کرد که اقتباس ضعیفی از کتاب What to Expect When You're Expecting بود. همچنین در همان سال او صداگذاری یکی از شخصیت‌های انیمیشن پارانورمن به عهده داشت، در فیلم از نظر تجاری موفق آخرین گشت ایفای نقش داشت و در فیلم هیجانی-سیاسی شراکتی که نگاه می‌داری به کارگردانی رابرت ردفورد بازی کرد. موفق‌ترین فیلم کندریک در سال ۲۰۱۲ فیلم موزیکال-کمدی 'آوازخوان حرفه‌ایکه اقتباسی ضعیف از کتاب غیر داستانی با نام "Pitch Perfect: The Quest for Collegiate A Cappella Glory" بود. کندریک نقش بکا میچل را ایفا کرد، دانشجوی سرکش سال اولی که به عضویت گروه موسیقی آکاپلا به نام باردن بلاز(Barden Bellas) درآمد و متوجه شد که تلاش‌های او برای اجرای موسیقی مدرن با آرمان‌های سنتی رهبر گروه مغایرت دارد. این فیلم از نظر تجاری بسیار موفق شد و نقدهای مثبت بسیاری دریافت کرد، منتقدان اجرای کندریک را "پر زرق و برق" خواندند و اشاره کردند "نت‌های موسیقی را بسیار عالی اجرا کرده‌است". در ۲۰۱۳، کندریک در فیلم رومانتیک کمدی-درامهم‌پیاله‌ها نقش‌آفرینی کرد، این فیلم با نظر مثبت منتقدان رو به رو شد هرچند فیلم دیگری که در آن سال بازی کرد یعنی Rapture-Palooza به باد انتقاد گرفته شد. او در فستیوال فیلم Sundance در ژانویه ۲۰۱۴ در سه فیلم نقش‌آفرینی کرد. او نقش اصلی در کمدی-درام Happy Christmas و کمدی-ترسناک صداها ایفا کرد که از سمت منتقدان، نقدهای مطلوبی دریافت کردند. او همچنین نقش مکمل را در فیلم زامبی-کمدی Life After Beth بازی کرد. هر دو فیلم Happy Christmas و Life After Beth به صورت محدود در انتهای ۲۰۱۴ پخش شدند ولی فیلم صداها در ابتدای سال ۲۰۱۵ به صورت محدود پخش شد.
در جشنواره بین‌المللی فیلم تورنتو در سپتامبر ۲۰۱۴، کندریک در دو فیلم نقش‌آفرینی کرد. او در فیلم موزیکال-رومانتیک The Last Five Years بازی کرد، فیلمی که برگفته و گسترش یافته از تئاتری به همان نام است. در حالی که فیلم نمرات متوسطی دریافت کرد ولی کندریک توانست برای اجرایش تحسین گسترده منتقدان را به دست آورد. او همچنین در فیلم کمدی-درام کیک به عنوان نقش مکمل بازی کرد. کیک در نهایت به صورت گسترده در ژانویه ۲۰۱۵ پخش شد ولی فیلم The Last Five Years به صورت محدود در فوریه ۲۰۱۵ منتشر شد.
کندریک نقش سیندرلا را در سال ۲۰۱۴ در فیلم به‌سوی جنگل به کارگردانی راب مارشال ایفای نقش کرد. فیلمی که اقتباسی از فیلم موزیکالی به همان نام به کارگردانی استیون سوندهایمبود. این فیلم بسیار در زمینه تجاری موفق شد و از طرف منتقدان عموماً نظرات مثبتی دریافت کرد.
کندریک در مسابقه لب‌خوانی با جان کرازینسکی یکی از عوامل اجرایی آن برنامه در قسمتی که آوریل ۲۰۱۵ پخش شد رقابت کرد. او آهنگ دزدیدن دوست‌دخترم از گروه وان دایرکشن را اجرا کرد که در آن به شوخی محبت خودش را به همسر جان کرازینسکی یعنی امیلی بلانت که تازه ازدواج کرده بودند، نشان داد. در حین اجرا او، به تصویر امیلی بلانت در مانیتور به حالت پرستش خیره شده بود هنگامی که تی-شرتی با عکس خودش و امیلی بلانت در قالب قلب روی آن چاپ شده بود، به تن داشت. کندریک پس از آن آهنگ کپل از جنیفر لوپز اجرا کرد که در انتها لوپز برای سوپرایز به روی صحنه آمد. کرازینسکی آهنگ Bye Bye Bye از گروه انسینک و آهنگ Proud Mary از Ike & Tina Turner اجرا کرد. بیندگان کندریک را برنده اعلام کردند. این قسمت ۱/۷۵ میلیون مخاطب از آمریکا داشت.
کندریک نقش مکمل را در فیلم حفاری برای آتش داشت، این فیلم اولین بار در جشنواره فیلم Sundance نمایش داده شد و در اوت همان سال به صورت محدود پخش شد. او برای بار دیگر نقش بکا میچل در آوازخوان حرفه‌ای ۲ بازی کرد که در آن بکا (آنا کندریک) در سال آخر کالج قرار دارد و رهبری گروه بادرن بلاز را به عهده گرفته، این فیلم بسیار فروش موفقی داشت، به فیلمی پر مخاطب و محبوب تبدیل شد و از فیلم قبلی پیشی گرفت.

### ۲۰۱۶-اکنون: مجموعه ترول‌ها و پروژه‌های دیگر

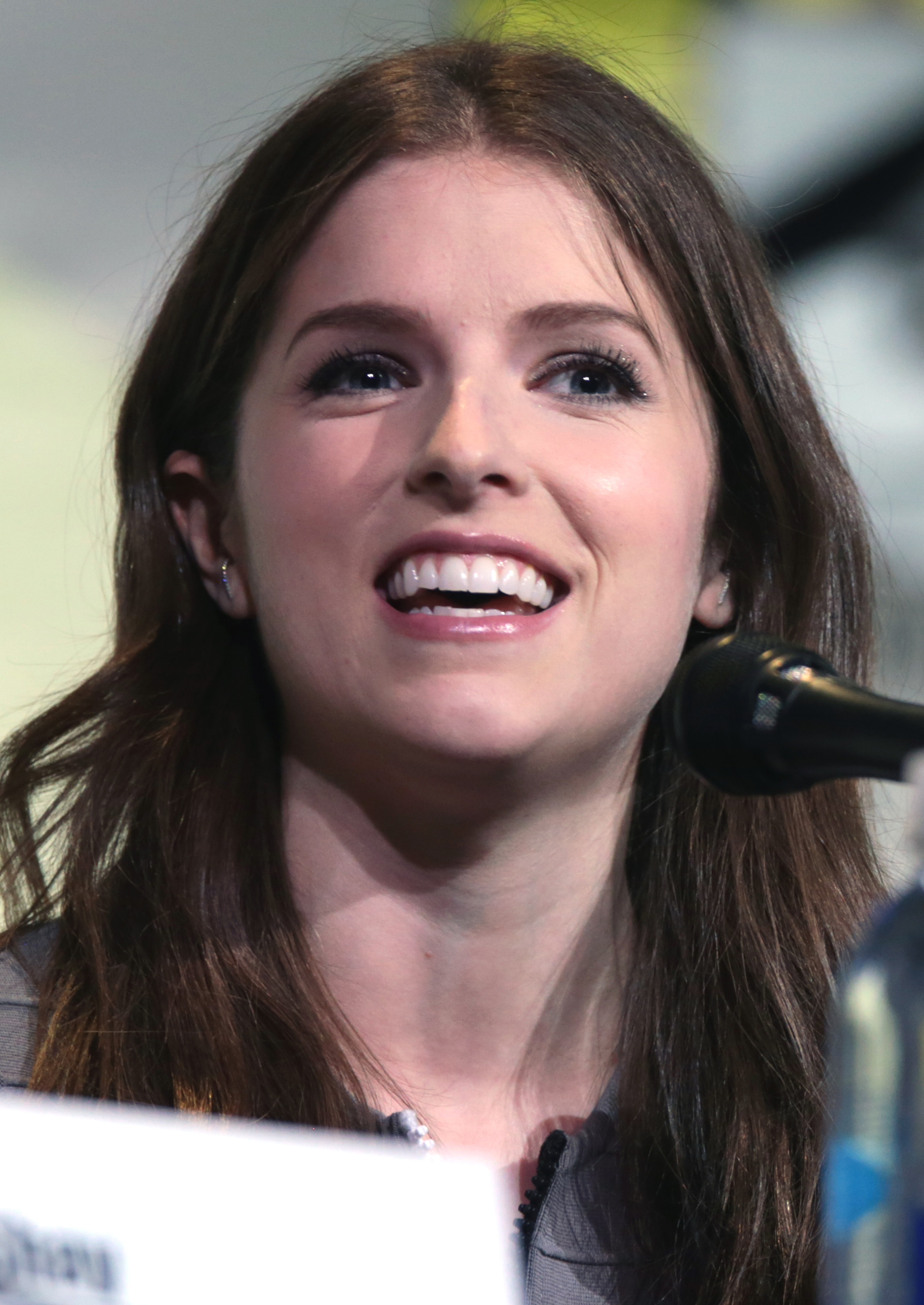
کندریک در کامیک-کان سن دیگو در سال ۲۰۱۶

کندریک در فیلم آقای مطلوب نقش اصلی را داشت. این فیلم در جشنواره بین‌المللی فیلم تورنتو برای اولین بار به نمایش گذاشته شد و در هشتم آوریل ۲۰۱۶ منتشر شد. او همچنین در فیلم کمدی-درام The Hollars به کارگردانی جان کرازینسکی که اولین بار در جشنواره فیلم Sundance در سال ۲۰۱۶ به نمایش داده‌شد و در اوت همان سال منتشر شد، نقش‌آفرینی کرد. پس از آن او در فیلم یه شغل پیدا کن حاضر شد که در ماه مارس سال ۲۰۱۶ به صورت محدود منتشر شد، این فیلم از سال ۲۰۱۲ تأخیر خورده بود.
همچنین در سال ۲۰۱۶، کندریک در فیلم مایک و دیو همراه عروسی می‌خواهند که از نظر تجاری بسیار موفق بود به عنوان نقش اول بازی کرد؛ صداگذاری شخصیت پاپی(Poppy) در انیمیشن ترول‌ها را به عهده داشت. او در فیلم اکشن-هیجانی حسابدار بازی کرد. کندریک خاطراتش را در قالب یک کتاب در ۱۵ نوامبر ۲۰۱۶ منتشر کرد. اون همچنین نسخه صوتی همین کتاب را که توسط خودش خوانده شده منتشر کرده‌است.
کندریک در فیلم Table 19 نقش اصلی را بازی کرد؛ این فیلم در سوم مارس ۲۰۱۷ منتشر شد. او باری دیگر نقش بکا میچل در فیلم آوازخوان حرفه‌ای ۳ که در ۲۲ دسامبر ۲۰۱۷ منتشر شد را اجرا کرد. در سپتامبر او نقش استفانی اسماثرز را در فیلم رمزآلود-هیجانی یک لطف ساده بازی کرد. همچنین در سپتامبر ۲۰۱۸ کندریک در چندسری از تبلیغات برای هتل‌های هیلتون ظاهر شد.
در سال ۲۰۱۹ کندریک در فیلم کمدی جنایی روز موعود خواهد آمد بازی کرد و در فیلم کریسمس-کمدی نوئل متعلق به شبکه دیزنی+ نقش‌آفرینی کرد. کندریک همچنین وظیفه صدا گذاری شخصیت نورا در سریال انیمیشن Human Discoveries، ساخته و منتشر شده توسط Facebook Watch، را بر عهده داشت.
کندریک در انیمیشن بعدی در ادامه انیمیشن ترول‌ها یعنی تور جهانی ترول‌ها صداگذاری پاپی را بر عهده داشت، باتوجه به شیوع جهانی ویروس کووید ۱۹، استودیو یونیورسال پیکچرز آن را بر روی شبکه‌های محبوب به صورت اجاره‌ای در دهم آوریل منتشر کرد. او در سریال کمدی Dummy که توسط شبکه کوییبی ساخته شده بود نقش اصلی را داشت و همچنین از تهیه‌کنندگان اجرایی آن سریال نیز بود. او برای اجرایش نامزدی در بازیگر برتر زن در سریال کمدی کوتاه در جوایز امی را کسب کرد. همچنین در سال ۲۰۲۰، کندریک نقش اصلی در سریال رومانتیک-کمدی Love Life متعلق به اچ‌بی‌او مکس (که اکنون از BBC iPlayer نیز پخش می‌شود)، بر عهده داشت و او در این سریال هم یکی از تهیه‌کنندگان اجرایی آن بود. او بعدها به عنوان نقش اول در فیلم دلهره‌آور و علمی-تخیلی مسافر قاچاق ظاهر شد، این فیلم در ۲۲ آوریل سال ۲۰۲۱ در شبکه نتفلیکس به نمایش گذاشته شد. او همچنین نقش سربازی ایالتی که به کاهش شنوایی برگشت‌ناپذیر مبتلا است را در فیلم Unsound بازی کرد؛ این فیلم توسط بهارات نالوری کارگردانی می‌شود.

## زندگی شخصی
کندریک در شهر لس آنجلس در منطقه هالیوود هیلز ساکن هست. او در سال ۲۰۰۹ شروع به ملاقات با فیلمساز انگلیسی ادگار رایت کرد، آنها همدیگر را حین ساخت فیلم اسکات پیلگریم در برابر دنیا ملاقات کردند. آن دو در مارس ۲۰۱۳ از هم جدا شدند. پس از آن از فوریه ۲۰۱۴، او با فیلمبردار انگلیسی بن ریچاردسون وارد رابطه شد، آنها هم دیگر را در فیلمبرداری فیلم هم‌پیاله‌ها ملاقات کردند. کندریک صدای زیری دارد.

## فیلم‌شناسی

### فیلم سینمایی
| سال  | عنوان                                                                          | نقش                                                | یادداشت |
| ---- | ------------------------------------------------------------------------------ | -------------------------------------------------- | ------- |
| 2003 | Camp                                                                           | Fritzi Wagner (فریتزی وگنر)                        |         |
| 2007 | Rocket Science                                                                 | Ginny Ryerson (جینی رایرسون)                       |         |
| 2008 | Twilight (گرگ‌ومیش)                                                             | Jessica Stanley (جسیکا استنلی)                     |         |
| 2009 | Elsewhere                                                                      | Sarah (سارا)                                       |         |
| 2009 | The Marc Pease Experience (تجربه مارک پیز)                                     | Meg Brickman (مگ بریک‌من)                           |         |
| 2009 | The Twilight Saga: New Moon (گرگ‌ومیش: ماه نو)                                  | Jessica Stanley (جسیکا استنلی)                     |         |
| 2009 | Up in the Air (بالا در آسمان)                                                  | Natalie Keener (ناتالی کینر)                       |         |
| 2010 | Scott Pilgrim vs. the World (اسکات پیلگریم در برابر دنیا)                      | Stacey Pilgrim (استیسی پیلگریم)                    |         |
| 2010 | The Twilight Saga: Eclipse (گرگ‌ومیش: خسوف)                                     | Jessica Stanley (جسیکا استنلی)                     |         |
| 2011 | 50/50 (۵۰/۵۰)                                                                  | Katherine McKay (کاترین مک‌کی)                      |         |
| 2011 | The Twilight Saga: Breaking Dawn-Part 1' (گرگ‌ومیش: سپیده‌دم - قسمت اول)         | Jessica Stanley (جسیکا استنلی)                     |         |
| 2012 | The Company You Keep (شراکتی که نگاه می‌داری)                                   | Diana (دایانا)                                     |         |
| 2012 | End of Watch (آخرین گشت)                                                       | Janet Taylor (جنت تیلور)                           |         |
| 2012 | ParaNorman (پارانورمن)                                                         | Courtney Babcock (voice) (کورتنی ببکاک (صدا گذار)) |         |
| 2012 | Pitch Perfect (آوازخوان حرفه‌ای)                                                | Beca Mitchell (بکا میچل)                           |         |
| 2012 | What to Expect When You're Expecting (وقتی حامله هستی باید منتظر چه چیزی باشی) | Rosie Brennan (رزی برنان)                          |         |
| 2013 | Drinking Buddies (هم‌پیاله‌ها)                                                   | Jill (جیل)                                         |         |
| 2013 | Rapture-Palooza                                                                | Lindsey Lewis (لیندزی لوییز)                       |         |
| 2014 | Cake (کیک)                                                                     | Nina Collins (نینا کالینز)                         |         |
| 2014 | Happy Christmas                                                                | Jenny (جنی)                                        |         |
| 2014 | Into the Woods (به‌سوی جنگل)                                                    | Cinderella (سیندرلا)                               |         |
| 2014 | The Last Five Years                                                            | Cathy Hiatt (کتی هیِت)                              |         |
| 2014 | Life After Beth                                                                | Erica Wexler (اریکا وکسلر)                         |         |
| 2014 | The Voices (صداها)                                                             | Lisa (لیزا)                                        |         |
| 2015 | Digging for Fire (حفاری برای آتش)                                              | Alicia (آلیسیا)                                    |         |
| 2015 | Mr. Right (آقای مطلوب)                                                         | Martha McKay (مارتا مک‌کی)                          |         |
| 2015 | Pitch Perfect 2 (آوازخوان حرفه‌ای ۲)                                            | Beca Mitchell (بکا میچل)                           |         |
| 2016 | The Accountant (حسابدار)                                                       | Dana Cummings (دانا کامینگز)                       |         |
| 2016 | Get a Job (یه شغل پیدا کن)                                                     | Jillian Stewart (جیلین استوارت)                    |         |
| 2016 | The Hollars                                                                    | Rebecca (ربکا)                                     |         |
| 2016 | Mike and Dave Need Wedding Dates (مایک و دیو همراه عروسی می‌خواهند)             | Alice (آلیس)                                       |         |
| 2016 | Trolls (ترول‌ها)                                                                | Poppy (voice) (پاپی (صدا گذار))                    |         |
| 2017 | Pitch Perfect 3 (آوازخوان حرفه‌ای ۳)                                            | Beca Mitchell (بکا میچل)                           |         |
| 2017 | Table 19                                                                       | Eloise McGarry (الوییز مک‌گری)                      |         |
| 2018 | A Simple Favor (یک لطف ساده)                                                   | Stephanie Smothers (استفانی اسماثرز)               |         |
| 2019 | The Day Shall Come (روز موعود خواهد آمد)                                       | Kendra Glack (کندرا گلک)                           |         |
| 2019 | Noelle (نوئل)                                                                  | Noelle Kringle (نوئل کرینگل)                       |         |
| 2020 | Trolls World Tour (تور جهانی ترول‌ها)                                           | Poppy (voice) (پاپی (صداگذار))                     |         |
| 2021 | Stowaway (مسافر قاچاق)                                                         | Zoe Levenson (زوئی لونسون)                         |         |
| 2023 | Trolls Band Together (ترول ها متحد)                                            | Poppy(Voice) (پاپی(صداگذار))                       |         |

### تلویزیون و سریال
| سال  | عنوان                                                            | نقش                            | یادداشت                                                         |
| ---- | ---------------------------------------------------------------- | ------------------------------ | --------------------------------------------------------------- |
| ۲۰۰۷ | Viva Laughlin                                                    | Holly (هالی)                   | قسمت: "What a Whale Wants"                                      |
| ۲۰۰۹ | Fear Itself                                                      | Shelby Johnson (شلبی جانسون)   | قسمت: "The Spirit Box"                                          |
| ۲۰۱۲ | Family Guy (فامیلی گای)                                          | Nora (voice) (نورا (صداگذاری)) | قسمت: "Internal Affairs"                                        |
| ۲۰۱۳ | Comedy Bang! Bang! (کمدی بنگ! بنگ!)                              | Herself (خودش)                 | قسمت: "Anna Kendrick Wears A Patterned Blouse & Burgundy Pants" |
| ۲۰۱۴ | Saturday Night Live (پخش زنده شنبه شب)                           | Herself (host) (خودش (مجری))   | قسمت: "آنا کندریک/فارل ویلیامز"                                 |
| ۲۰۱۵ | Lip Sync Battle (مسابقه لب‌خوانی)                                 | Herself(خودش)                  | قسمت: "Anna Kendrick vs. John Krasinski"                        |
| ۲۰۱۷ | Last Week Tonight with John Oliver (هفته پیش امشب با جان اولیور) | Nan Britton (نان بریتون)       | قسمت: "Harding"                                                 |
| ۲۰۱۷ | Trolls Holiday                                                   | Poppy (voice) (پاپی (صداگذار)) | ویژه تلویزیون                                                   |
| ۲۰۱۹ | Human Discoveries                                                | Jane (voice) (جین (صداگذار))   | نقش اصلی؛ همچنین تهیه‌کننده اجرایی                               |
| ۲۰۲۰ | Down to Earth with Zac Efron                                     | Herself (خودش)                 | قسمت: "France"                                                  |
| ۲۰۲۰ | Dummy                                                            | Cody Heller (کدی هلر)          | نقش اصلی؛ همچنین تهیه‌کننده اجرایی                               |
| ۲۰۲۰ | Love Life                                                        | Darby Carter (داربی کارتر)     | نقش اصلی؛ همچنین تهیه‌کننده اجرایی                               |

### موزیک ویدئو
| سال  | عنوان                         | نقش                             | اجراکننده                                                                    |
| ---- | ----------------------------- | ------------------------------- | ---------------------------------------------------------------------------- |
| ۲۰۱۰ | "Pow Pow"                     | Shape Shifter                   | ال‌سی‌دی ساوندسیستم                                                            |
| ۲۰۱۲ | "Do It Anyway"                | Secretary (منشی)                | Ben Folds Five                                                               |
| ۲۰۱۲ | "Starships" (سفینه فضایی)     | Herself (خودش)                  | مایکل تامپکینز به همراه عوامل و طرفداران آوازخوان حرفه‌ای                     |
| ۲۰۱۳ | "Cups (When I'm Gone)"        | Kitchen Worker (کارگر آشپزخانه) | آنا کندریک                                                                   |
| ۲۰۱۷ | "Freedom! '90" / "Cups"       | Beca Mitchell (بکا میچل)        | گروه بلا از آوازخوان حرفه‌ای ۳ و دوازده شرکت‌کننده برتر از مسابقه د ویس فصل ۱۳ |
| ۲۰۲۰ | "Love On Top" (عشق در اولویت) | Beca Mitchell (بکا میچل)        | عوامل آوازخوان حرفه‌ای                                                        |

### تئاتر
| سال  | عنوان                | نقش                                 | یادداشت                            |
| ---- | -------------------- | ----------------------------------- | ---------------------------------- |
| ۱۹۹۸ | High Society         | Dinah Lord (داینا لرد)              | St. James Theatre (تئاتر سنت جیمز) |
| ۲۰۰۳ | A Little Night Music | Fredrika Armfeldt (فردریکا آرمفلدت) | New York City Opera                |

## موسیقی‌شناسی

### تک‌آهنگ
| عنوان | سال  | برترین جایگاه در جدول | برترین جایگاه در جدول | برترین جایگاه در جدول | برترین جایگاه در جدول | برترین جایگاه در جدول | برترین جایگاه در جدول | برترین جایگاه در جدول | گواهی‌ها                                           | آلبوم                      |
| عنوان | سال  | آمریکا                | استرالیا              | اتریش                 | کانادا                | ایرلند                | نیوزلند               | بریتانیا              | گواهی‌ها                                           | آلبوم                      |
| ----- | ---- | --------------------- | --------------------- | --------------------- | --------------------- | --------------------- | --------------------- | --------------------- | ------------------------------------------------- | -------------------------- |
| Cups  | ۲۰۱۳ | ۶                     | ۴۴                    | ۷۵                    | ۱۲                    | ۲۶                    | ۲۶                    | ۷۱                    | - RIAA: 3× Platinum - ARIA: Platinum - RMNZ: Gold | (Pitch Perfect (Soundtrack |

### دیگر اجراها
| Year | Album                                                                                 | Title |
| ---- | ------------------------------------------------------------------------------------- | --- |
| ۱۹۹۹ | High Society (Original Cast Recording)                                                | "Throwing A Ball Tonight" (به همراه لیزا بانس، ملیسا اریکو و جان مک‌مارتین) |
| ۱۹۹۹ | High Society (Original Cast Recording)                                                | "Little One" (به همراه دنیل مک‌دونالد) |
| ۱۹۹۹ | High Society (Original Cast Recording)                                                | "I Love Paris" (به همراه ملیسا اریکو) |
| ۲۰۰۳ | Camp: Music from the Motion Picture                                                   | "The Ladies Who Lunch" |
| ۲۰۰۹ | Up in the Air (Music from the Motion Picture)                                         | "Time After Time" |
| ۲۰۱۴ | Into the Woods (Motion Picture Soundtrack)                                            | "A Very Nice Prince" (به همراه امیلی بلانت) |
| ۲۰۱۴ | Into the Woods (Motion Picture Soundtrack)                                            | "On the Steps of the Palace" |
| ۲۰۱۴ | Into the Woods (Motion Picture Soundtrack)                                            | "Your Fault" (به همراه دنیل هاتلستون، جیمز کوردن, Lilla Crawford و مریل استریپ) |
| ۲۰۱۴ | Into the Woods (Motion Picture Soundtrack)                                            | "No One is Alone" (به همراه جیمز کوردن, Lilla Crawford و دنیل هاتلستون) |
| ۲۰۱۵ | The Last Five Years (Motion Picture Soundtrack)                                       | "Still Hurting" |
| ۲۰۱۵ | The Last Five Years (Motion Picture Soundtrack)                                       | "See I'm Smiling" |
| ۲۰۱۵ | The Last Five Years (Motion Picture Soundtrack)                                       | "A Part of That" |
| ۲۰۱۵ | The Last Five Years (Motion Picture Soundtrack)                                       | "A Summer in Ohio" |
| ۲۰۱۵ | The Last Five Years (Motion Picture Soundtrack)                                       | "The Next Ten Minutes" (به همراه جرمی جردن) |
| ۲۰۱۵ | The Last Five Years (Motion Picture Soundtrack)                                       | "A Miracle Would Happen / When You Come Home to Me" (به همراه جرمی جردن) |
| ۲۰۱۵ | The Last Five Years (Motion Picture Soundtrack)                                       | "Climbing Uphill" |
| ۲۰۱۵ | The Last Five Years (Motion Picture Soundtrack)                                       | "I Can Do Better Than That" |
| ۲۰۱۵ | The Last Five Years (Motion Picture Soundtrack)                                       | "Goodbye Until Tomorrow" (به همراه جرمی جردن) |
| ۲۰۱۵ | Pitch Perfect 2 (Motion Picture Soundtrack)                                           | "Winter Wonderland / Here Comes Santa Claus" (به همراه اسنوپ داگ) |
| ۲۰۱۶ | Trolls: Original Motion Picture Soundtrack (ترول‌ها (موسیقی متن))                      | "Move Your Feet / D.A.N.C.E. / It's a Sunshine Day"(به همراه گوئن استفانی، جیمز کوردن، Ron Funches، والت دورن، آیکان پاپ و کونال نایر)                                                                              |
| ۲۰۱۶ | Trolls: Original Motion Picture Soundtrack (ترول‌ها (موسیقی متن))                      | "Get Back Up Again" |
| ۲۰۱۶ | Trolls: Original Motion Picture Soundtrack (ترول‌ها (موسیقی متن))                      | "The Sound of Silence" (صدای سکوت) |
| ۲۰۱۶ | Trolls: Original Motion Picture Soundtrack (ترول‌ها (موسیقی متن))                      | "I'm Coming Out / Mo Money Mo Problems"(به همراه زویی دشانل، گوئن استفانی، جیمز کوردن، والت دورن، Ron Funches، آیکان پاپ و کونال نایر)                                                                              |
| ۲۰۱۶ | Trolls: Original Motion Picture Soundtrack (ترول‌ها (موسیقی متن))                      | "True Colours" (به همراه جاستین تیمبرلیک) |
| ۲۰۱۶ | Trolls: Original Motion Picture Soundtrack (ترول‌ها (موسیقی متن))                      | "Can't Stop the Feeling!"(به همراه جاستین تیمبرلیک، گوئن استفانی، جیمز کوردن، زویی دشانل، والت دورن، Ron Funches، آیکان پاپ، کریستوفر مینتس-پلس و کونال نایر)(نمی‌توانم جلوی احساسم را بگیرم!)                       |
| ۲۰۱۶ | Trolls: Original Motion Picture Soundtrack (ترول‌ها (موسیقی متن))                      | "September"(به همراه جاستین تیمبرلیک و ارت، ویند اند فایر)(سپتامبر (ترانه ارت، ویند اند فایر)) |
| ۲۰۲۰ | Trolls World Tour: Original Motion Picture Soundtrack (تور جهانی ترول‌ها (موسیقی متن)) | "Trolls Wanna Have Good Times"(به همراه جاستین تیمبرلیک، جیمز کوردن، استر دین، آیکان پاپ، کینن تامسون و The Pop Trolls)                                                                                             |
| ۲۰۲۰ | Trolls World Tour: Original Motion Picture Soundtrack (تور جهانی ترول‌ها (موسیقی متن)) | "Just Sing"(به همراه جاستین تیمبرلیک، کلی کلارکسون، مری جی. بلایژ، Anderson Paak و کینن تامسون) |
| ۲۰۲۰ | Trolls World Tour: Original Motion Picture Soundtrack (تور جهانی ترول‌ها (موسیقی متن)) | "Trolls 2 Many Hits Mashup"(به همراه جاستین تیمبرلیک، جیمز کوردن، آیکان پاپ و The Pop Trolls) |
| ۲۰۲۰ | Trolls World Tour: Original Motion Picture Soundtrack (تور جهانی ترول‌ها (موسیقی متن)) | "Just Sing (Trolls World Tour)"(به همراه جاستین تیمبرلیک، جیمز کوردن، کلی کلارکسون، جرج کلینتون، مری جی. بلایژ، en:Anderson Paak، ریچل بلوم، کینن تامسون، Anthony Ramos، رد ولوت، آیکان پاپ، کونال نایر و سم راکول) |

## جوایز و نامزدی‌ها
لیست کامل جوایز و نامزدی‌ها که توسط آنا کندریک دریافت شده‌اند.